# Acacia kallunkiae
Acacia kallunkiae é uma espécie de leguminosa do gênero Acacia, pertencente à família Fabaceae.